# Вранов-над-Дийи
Вра́нов-над-Дийи (чеш. Vranov nad Dyjí, бывш. нем. Frain) — местечко в районе Зноймо Южноморавского края Чехии. Расположен на берегах реки Дие, в 16 км западнее районного центра Зноймо, недалеко от границы с Австрией.

## Достопримечательности
- Замок Вранов-над-Дийи — основная достопримечательность
- Национальный парк Подийи — сразу к востоку от поселения
- Плотина Врановска-Пршеграда